# 東 (国立市)
東（ひがし）は、東京都国立市の町名。現行行政地名は東一丁目から東四丁目。郵便番号は、186-0002。

## 地理
国立市中東部に位置する。北は北及び国分寺市日吉町、東は国分寺市内藤、府中市武蔵台及び北山町、南は富士見台、西は中に隣接する。町内は大学や学校などが集まるほか、住宅地として利用されている。

### 地価
住宅地の地価は2017年（平成29年）1月1日の公示地価によれば東1丁目9番22の地点で42万3000円/m2となっている。

## 世帯数と人口
2017年（平成29年）12月1日現在の世帯数と人口は以下の通りである。
| 丁目     | 世帯数    | 人口     |
| -------- | --------- | -------- |
| 東一丁目 | 1,688世帯 | 3,190人  |
| 東二丁目 | 1,423世帯 | 2,778人  |
| 東三丁目 | 1,528世帯 | 2,978人  |
| 東四丁目 | 1,455世帯 | 3,243人  |
| 計       | 6,094世帯 | 12,189人 |

## 小・中学校の学区
市立小・中学校に通う場合、学区は以下の通りとなる。
| 丁目     | 番地 | 小学校                 | 中学校                 |
| -------- | ---- | ---------------------- | ---------------------- |
| 東一丁目 | 全域 | 国立市立国立第三小学校 | 国立市立国立第一中学校 |
| 東二丁目 | 全域 | 国立市立国立第三小学校 | 国立市立国立第一中学校 |
| 東三丁目 | 全域 | 国立市立国立第三小学校 | 国立市立国立第一中学校 |
| 東四丁目 | 全域 | 国立市立国立第三小学校 | 国立市立国立第一中学校 |

## 交通
鉄道
- 東日本旅客鉄道（JR東日本）
  - 中央本線：国立駅

道路
- 東京都道145号立川国分寺線（旭通り・多喜窪通り）
- 東京都道146号国立停車場谷保線（大学通り）

## 施設
- 一橋大学東校舎
- 東京都立国立高等学校
- 国立市立国立第一中学校
- 国立市立国立第三小学校